# St. Landry Parish
Das St. Landry Parish (französisch Paroisse de Saint-Landry) ist ein Parish im Bundesstaat Louisiana der Vereinigten Staaten. Bei der Volkszählung im Jahr 2020 hatte das Parish 82.540 Einwohner und eine Bevölkerungsdichte von 34,3 Einwohnern je Quadratkilometer. Der Verwaltungssitz (Parish Seat) ist Opelousas.

## Geographie
Das Parish liegt etwa südlich des geografischen Zentrums von Louisiana, ist im Süden etwa 70 km vom Golf von Mexiko entfernt und hat eine Fläche von 2432 Quadratkilometern, wovon 26 Quadratkilometer Wasserfläche sind. Es grenzt an folgende Parishes:
| Evangeline Parish | Avoyelles Parish |                      |
|                   |                  | Pointe Coupee Parish |
| Acadia Parish     | Lafayette Parish | St. Martin Parish    |

## Geschichte
St. Landry Parish wurde 1807 als eines der 19 Original-Parishes gebildet. Benannt wurde es nach Landericus von Paris (frz.: St. Landry).
36 Bauwerke und Stätten des Parish sind im National Register of Historic Places eingetragen (Stand 10. November 2017).

## Demografische Daten

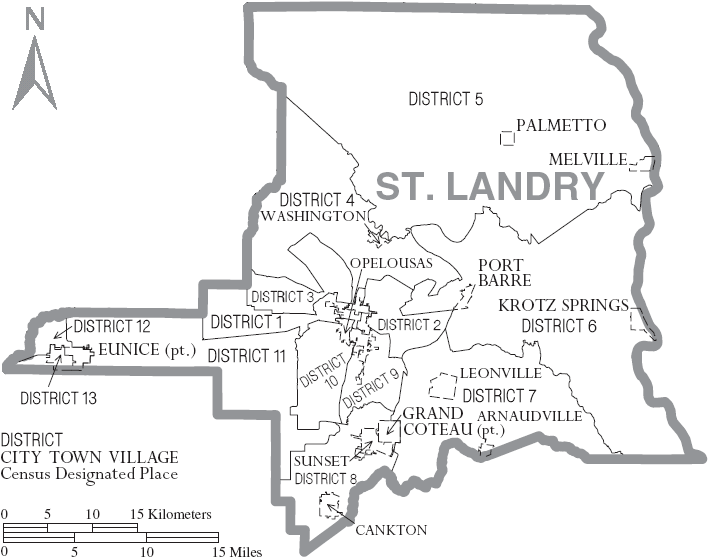
Karte des St. Landry Parishes

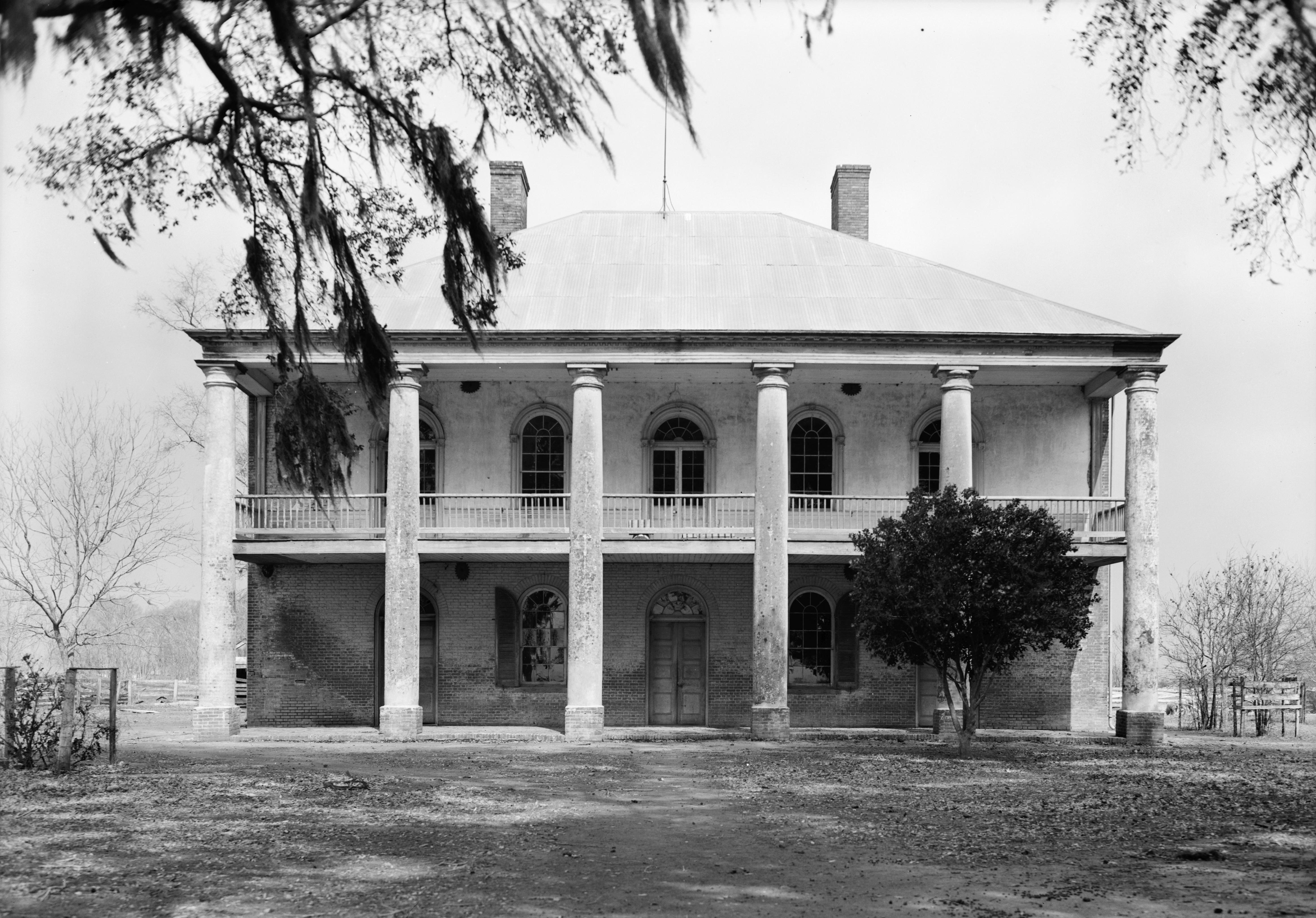
Chretien Point Plantation, gelistet im NRHP mit der Nr. 77001519

Nach der Volkszählung im Jahr 2000 lebten im St. Landry Parish 87.700 Menschen in 32.328 Haushalten und 23.211 Familien. Die Bevölkerungsdichte betrug 36 Einwohner pro Quadratkilometer. Ethnisch betrachtet setzte sich die Bevölkerung zusammen aus 56,51 Prozent Weißen, 42,13 Prozent Afroamerikanern, 0,14 Prozent amerikanischen Ureinwohnern, 0,20 Prozent Asiaten, 0,01 Prozent Bewohnern aus dem pazifischen Inselraum und 0,31 Prozent aus anderen ethnischen Gruppen; 0,70 Prozent stammten von zwei oder mehr Ethnien ab. 0,91 Prozent der Bevölkerung waren spanischer oder lateinamerikanischer Abstammung, die verschiedenen der genannten Gruppen angehörten.
Von den 32.328 Haushalten hatten 36,1 Prozent Kinder und Jugendliche unter 18 Jahre, die bei ihnen lebten. 49,3 Prozent waren verheiratete, zusammenlebende Paare, 17,9 Prozent waren allein erziehende Mütter, 28,2 Prozent waren keine Familien, 25,4 Prozent waren Singlehaushalte und in 11,4 Prozent lebten Menschen im Alter von 65 Jahren oder darüber. Die Durchschnittshaushaltsgröße betrug 2,67 und die durchschnittliche Familiengröße lag bei 3,21 Personen.
Auf das gesamte Parish bezogen setzte sich die Bevölkerung zusammen aus 29,5 Prozent Einwohnern unter 18 Jahren, 9,2 Prozent zwischen 18 und 24 Jahren, 26,5 Prozent zwischen 25 und 44 Jahren, 21,4 Prozent zwischen 45 und 64 Jahren und 13,4 Prozent waren 65 Jahre alt oder darüber. Das Durchschnittsalter betrug 35 Jahre. Auf 100 weibliche kamen statistisch 91,6 männliche Personen. Auf 100 Frauen im Alter von 18 Jahren oder darüber kamen 86,8 Männer.
Das jährliche Durchschnittseinkommen eines Haushalts betrug 22.855 USD, das Durchschnittseinkommen der Familien betrug 28.908 USD. Männer hatten ein Durchschnittseinkommen von 29.458 USD, Frauen 18.473 USD. Das Prokopfeinkommen betrug 12.042 USD. 24,7 Prozent der Familien und 29,3 Prozent der Bevölkerung lebten unterhalb der Armutsgrenze. Davon waren 37,7 Prozent Kinder oder Jugendliche unter 18 Jahre und 27,5 Prozent waren Menschen über 65 Jahre.

## Orte im Parish
- Arnaudville1
- Augusta
- Barbreck
- Bat
- Bayou Current
- Bayou Jack
- Beggs
- Big Cane
- Bolden
- Boscoville
- Bristol
- Cankton
- Chiasson
- Courtableau
- Danks
- Darbonne
- Dubuisson
- Elba
- Eunice2
- Faubourg
- Frozard
- Garland
- Gibbs
- Goodwood
- Gordon
- Grand Coteau
- Grand Prairie
- Hazelwood
- Krotz Springs
- Lawtell
- Le Moyen
- Lebeau
- Ledoux
- Leonville
- Lewisburg
- Melville
- Morrow
- Naka
- Neita
- Notelyville
- Nuba
- Opelousas
- Palmetto
- Pecaniere
- Petetin
- Pitreville
- Plaisance
- Pointe Claire
- Port Barre
- Portage
- Prairie Laurent
- Prairie Ronde
- Rideau Settlement
- Rosa
- Saint Louis
- Sambo
- Shuteston
- Soileau
- Sunset
- Swayze Lake
- Swords
- Taterville
- Veazie
- Veltin
- Washington
- Waxia
- Whiteville
- Woodside

1 – teilweise im St. Martin Parish

2 – teilweise im Acadia Parish